# Titos (Steinmetz)
Titos (altgriechisch Τίτος) war ein antiker Steinmetz wohl aus dem 3. Jahrhundert aus Kilikien.
Titos war Sohn des Steinmetzes Diomedes. Er ist von einer Signatur an einem in Dimöte Köy gefundenen Grabaltar bekannt, der von seinem Vater und ihm selbst als Steinmetze (altgriechisch Τεχνίτης) signiert wurde. Er wurde für eine verstorbene Frau namens Iate errichtet und zeigt auf der Vorderseite ein Totenmahl und an den Seiten Familienszenen. Während der Stein sehr fachmännisch vorbereitet wurde, sind die bildlichen Darstellungen eher unbeholfen, was dafür spricht, dass Vater und Sohn eher Handwerker als Künstler waren. Der Altar befindet sich heute im Museum von Alanya.